# Thibault III de Mathefelon
Thibault III de Mathefelon, membre de la famille de Mathefelon, seigneur d'Entrammes, de Beauvais est donné comme le fondateur, en 1233, du monastère du Port-Ringeard.

## Biographie
Il est le fils de Thibault II de Mathefelon et de Luce de Quelaines. Thibault III de Mathefelon, dont l'alliance n'est pas certaine, a un fils nommé Foulques III de Mathefelon.

## Source
- Louis Marie Henri Guiller, Recherches sur Changé-les-Laval, tome 2, p. 27 - .